# Frísio (cavalo)
Frísio (ou frisão), também chamado de friesian, é uma raça de cavalos de cor negra originária da Frísia. É um animal de temperamento dócil e fisicamente bastante robusto. É criado principalmente na Frísia, litoral norte dos Países Baixos, de onde se origina seu nome.
É difícil datar a origem do cavalo frísio com precisão. É certo que o cavalo era famoso na Idade Média pois é encontrado em trabalhos de arte daquele período. No século XVII foi usado para levar carga debaixo de sela. Devido ao seu esplêndido trote, o frísio foi também usado posteriormente para trabalhos leves. Isto, infelizmente, limitou o seu uso na agricultura e conduziu ao declínio do número de animais no início do século XX. Ele quase foi levado à extinção durante a Segunda Guerra Mundial pois era muito utilizado para puxar os canhões, tendo restado apenas cinco garanhões e algumas éguas após a guerra. Uma procriação sistemática restabeleceu a qualidade da raça e seus números são crescentes atualmente.
Mede entre 1,65 m e 1,75 m na cernelha. Destaca-se por ser um excelente animal de tiro, embora também seja utilizado como animal de sela. É um animal fácil de ser mantido do ponto de vista econômico, e é muito dócil.
Sua  popularidade foi alcançada em filmes famosos como FEITIÇO DE ÀQUILA e muitos outros

## História da raça
O cavalo frísio é o único nativo dos Países Baixos que conseguiu sobreviver à passagem do tempo. As suas origens remontam a milénios atrás. Sendo uma das mais antigas raças na Europa, esteve à beira da extinção várias vezes ao longo do último século. Graças à devoção de um grupo de entusiastas, sobreviveu até ao presente, gozando, hoje, de grande popularidade em todo o mundo.

A sua origem se deu por volta do ano 500 a.C., quando o povo frísio se estabeleceu ao longo do mar do Norte trazendo os seus cavalos, descendentes diretos de Equus robustus. No ano 800, o mar do Norte era denominado mar Frísio, local onde se desenvolveu a raça.

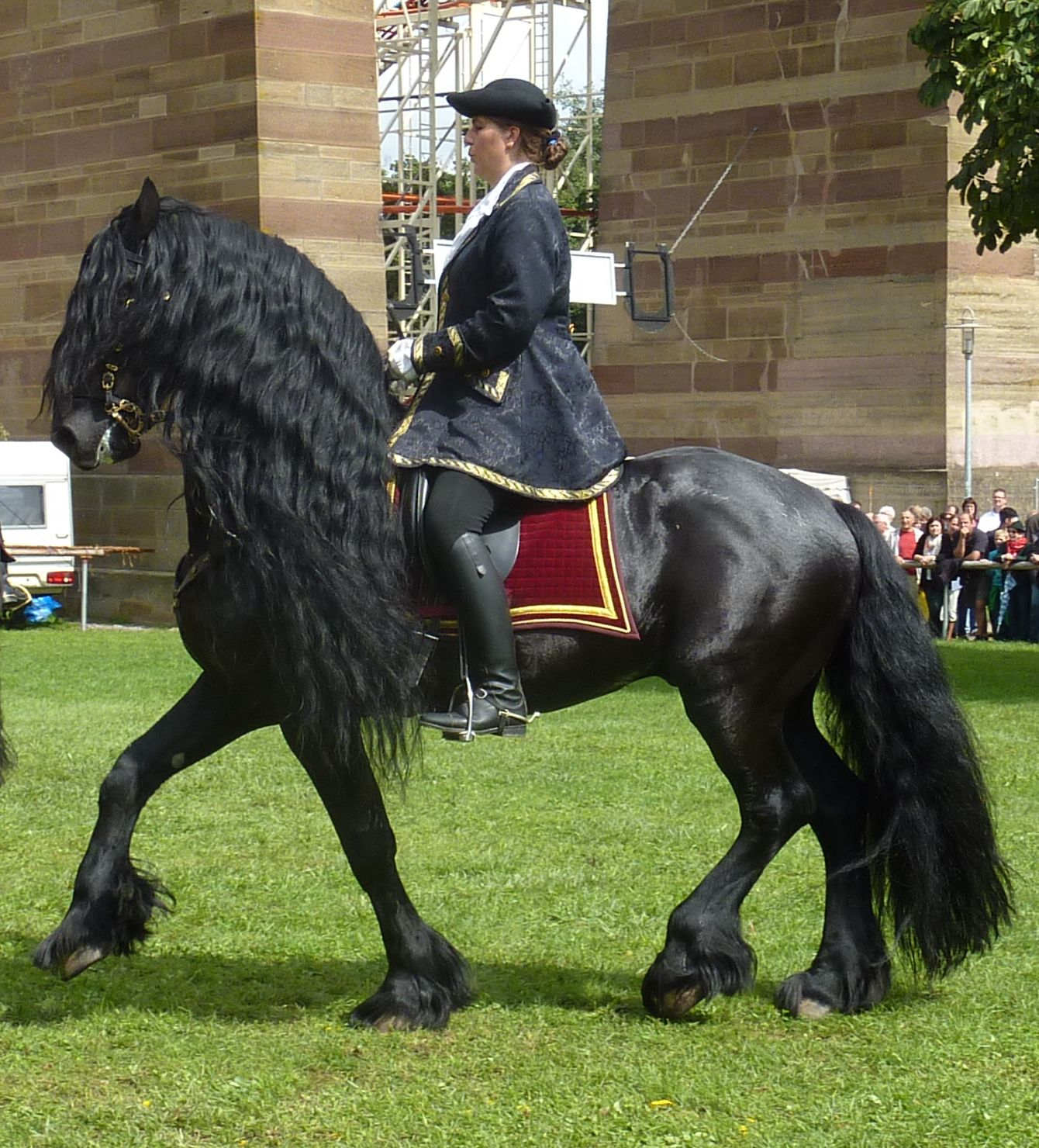
Cavalo Friesian

Por volta de 150, historiadores romanos mencionaram a presença da cavalaria frísia na Britânia, na fronteira entre a Escócia e a Inglaterra. A cavalaria era formada por soldados montando garanhões frísios.
O escritor inglês Anthony Dent remete também para o aparecimento de tropas independentes frísias em Carlisle, no século IV, igualmente formada por ginetes no lombo de cavalos Friesians. Ele também menciona a influência do cavalo Friesian na raiz do Shire e também nos póneis Fell.
Há inúmeras ilustrações de frísios a participarem em torneios e justas na Idade Média.
A primeira data escrita sobre o cavalo frísio remonta a 1544.
Durante as Cruzadas e até o fim da guerra dos oitenta anos, foi introduzido sangue de cavalos árabes. Ao longo do século XVII, os frísios compartilhavam pistas com cavalos de origem espanhola em várias escolas onde se pratica a Alta Escola de Equitação.
No fim do século XIX, devido ao declínio da Europa feudal, a presença do cavalo frísio ficou reduzida à província da Frísia, onde se celebravam corridas de trote de frísios atrelados a carruagens. Essas corridas logo se tornaram uma festa popular que ocorriam ao longo de toda a província.  Em 1823, o rei Guilherme dos Países Baixos entregou um "chicote de ouro" ao vencedor de uma grande corrida de trotadores.
A 1° de maio de 1879, numa pequena aldeia chamada Roodahuizum, foi formado o Registro Genealógico de cavalo frísio, o FPS, e assim, dar o primeiro passo para a salvação da raça. Tal foi o desastre em 1913 que ficaram apenas três garanhões em serviço: Prins 109, Alva e 113 Friso 117. Foi nessa altura que uma centena de agricultores, preocupados com a situação agonizante da raça, se juntou para criar uma parceria para a preservação do frísio. A eles, se deve a salvação da raça. O luxuoso cavalo passou a cavalo de trabalho nas fazendas, algo lógico quando se pretende competir com os pesados Bovenlander.